# Junior Mendes
Junior Albert Mendes (n. el 15 de septiembre de 1976) es un futbolista profesional que juega como delantero para la Selección de fútbol de Montserrat.
Ha incursionado en el Chelsea F.C., el St. Mirren F.C., el Carlisle United F.C., el Dunfermline Athletic F.C., el Mansfield Town F.C., el Northampton Town F.C., el Grimsby Town F.C. y el Huddersfield Town F.C. Mendes fue transferido del Barnsley F.C. en el 2006 al Notts County F.C. el 29 de junio.
En 2004, Mendes jugó en Montserrat para la clasificación a la Copa de Oro de la CONCACAF contra los equipos de Selección de fútbol de San Cristóbal y Nieves y la Selección de fútbol de Antigua y Barbuda.